# Trigonospila magna
Trigonospila magna là một loài ruồi trong họ Tachinidae.